# Naturschutzgebiet Ruhberg
Das Naturschutzgebiet Ruhberg mit einer Größe von 16,7 ha liegt südwestlich von Radlinghausen im Stadtgebiet von Brilon. Das Gebiet wurde 2008 mit dem Landschaftsplan Hoppecketal durch den Hochsauerlandkreis als Naturschutzgebiet (NSG) ausgewiesen. Das gesamte NSG gehört zum FFH-Gebiet Wälder und Quellen des Almetals (DE 4518-303).

## Gebietsbeschreibung
Beim NSG handelt es sich um einen Rotbuchenwald mit Kalkfelsen. Der Ruhbergstein ist etwa 30 m hoch. Im NSG kommen seltene Tier- und Pflanzenarten vor.
Das Landesamt für Natur, Umwelt und Verbraucherschutz Nordrhein-Westfalen dokumentierte Pflanzenarten wie Ährige Teufelskralle, Braunstieliger Streifenfarn, Dunkles Lungenkraut, Frühlings-Platterbse, Fuchssches Greiskraut, Gewöhnliche Goldnessel, Gewöhnlicher Tüpfelfarn, Gewöhnlicher Wurmfarn, Große Sternmiere, Leberblümchen, Mauerraute, Nesselblättrige Glockenblume, Quirl-Weißwurz, Rundblättrige Glockenblume, Ruprechtskraut, Seidelbast, Wald-Bingelkraut, Waldgerste, Waldgeißblatt, Wald-Labkraut, Wald-Veilchen, Wald-Ziest, Waldmeister und Zerbrechlicher Blasenfarn.

## Schutzzweck
Das NSG soll den Wald mit dessen Arteninventar schützen. Wie bei allen Naturschutzgebieten in Deutschland wurde in der Schutzausweisung darauf hingewiesen, dass das Gebiet „wegen der Seltenheit, besonderen Eigenart und Schönheit des Gebietes“ zum Naturschutzgebiet wurde.
Der Landschaftsplan führt zum speziellen Schutzzweck auf: „Erhaltung eines struktur- und artenreichen Kalkbuchenwaldes als Lebensraum von Tier- und Pflanzenarten, die durch die landwirtschaftliche Nutzung der Briloner Hochfläche einerseits und durch die Bestockung einiger ursprünglicher Waldbereiche mit nicht heimischen Baumarten andererseits auf Restflächen relativ geringer Größe zurückgedrängt worden sind. Wesentlicher Schutzzweck ist auch die Sicherung des ökologischen Netzes ‚Natura 2000‘ im Sinne der FFH-RL, dem die hier wirksamen Ge- und Verbote des allgemeinen Festsetzungskataloges unter 2.1 Rechnung tragen.“